# Samuel William Smith
Samuel William Smith (* 23. August 1852 in Independence, Oakland County, Michigan; † 19. Juni 1931 in Detroit, Michigan) war ein US-amerikanischer Politiker. Zwischen 1897 und 1915 vertrat er den Bundesstaat Michigan im US-Repräsentantenhaus.

## Leben
Samuel Smith besuchte öffentliche Schulen in Clarkston und Detroit. Ab 1869 war er selbst im Schuldienst als Lehrer tätig. Im Jahr 1875 leitete er die Schulen in Waterford und dem benachbarten Waterford Township. Nach einem Jurastudium an der University of Michigan in Ann Arbor und seiner im Jahr 1878 erfolgten Zulassung als Rechtsanwalt begann er in Pontiac in seinem neuen Beruf zu arbeiten. Zwischen 1880 und 1884 war Smith Staatsanwalt im Oakland County.

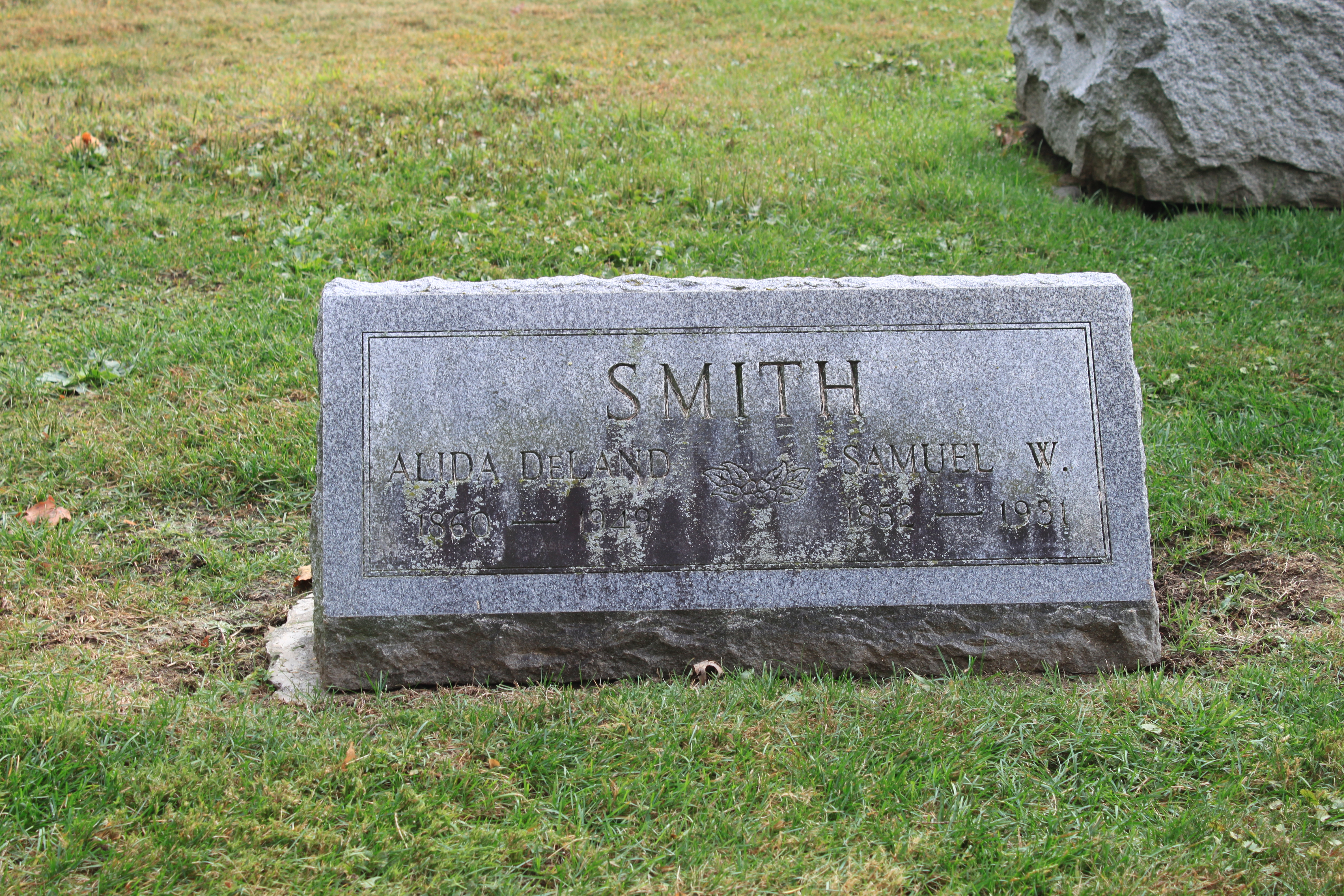
Smiths Grab in Adrian, Michigan

Politisch war Smith Mitglied der Republikanischen Partei. Von 1885 bis 1887 gehörte er dem Senat von Michigan an. Bei den Kongresswahlen des Jahres 1896 wurde er im sechsten Wahlbezirk von Michigan in das US-Repräsentantenhaus in Washington, D.C. gewählt, wo er am 4. März 1897 die Nachfolge von David D. Aitken antrat. Nach acht Wiederwahlen konnte er bis zum 3. März 1915 neun Legislaturperioden im Kongress absolvieren. In diese Zeit fielen unter anderem der Spanisch-Amerikanische Krieg von 1898 sowie die Annexion des Königreichs Hawaiʻi und der Philippinen. Im Jahr 1913 wurden der 16. und der 17. Verfassungszusatz im Kongress beraten und verabschiedet. Von 1907 bis 1911 leitete Samuel Smith den Ausschuss zur Verwaltung des Bundesbezirks District of Columbia.
Im Jahr 1914 verzichtete Smith auf eine weitere Kandidatur. Er zog nach Detroit, wo er in den folgenden Jahren als Anwalt praktizierte. Dort ist er am 19. Juni 1931 auch verstorben. Samuel Smith war mit Alida Electa Deland (1859–1949) verheiratet, mit der er drei Kinder hatte.